# Annales martyrum
Los Annales martyrum son una composición analística medieval ibérica que reúne una serie de registros dispuestos en orden cronológico, en su mayoría relacionados con los mártires cristianos .
Se conocen dos versiones medievales de este texto. La primera fue copiada en un folio añadido al llamado Códice de Azagra en el siglo X y probablemente se compuso en el Monasterio de Cardeña.La segunda se encuentra en el Códice de Roda, manuscrito elaborado en La Rioja a fines del siglo X, y en ella la serie analística va precedida por una lista de diez emperadores romanos que persiguieron a los cristianos,la Nomina imperatorum qui christianis persequuti sunt .